# Мунипов, Алексей Юрьевич
Алексе́й Ю́рьевич Муни́пов (род. 3 ноября 1977, Москва) — российский журналист, редактор, музыкальный критик. Кандидат искусствоведения (2002). Бывший главный редактор журнала «Большой город» (2012—2013) и издания «Афиша–Воздух» (2014—2015), бывший редакционный директор интернет-проекта Arzamas (2015—2016).

## Биография
Окончил факультет информатики РГГУ, защитил кандидатскую диссертацию по искусствоведению в Государственном институте искусствознания. Он начал работать журналистом в «Общей газете», с ноября 1997 по июнь 2006 года был музыкальным критиком газеты «Известия». С 2000-х годов публикуется в журналах «Афиша», «Большой город» и русском Forbes.
В июне 2012 года он занял должность главного редактора журнала «Большой город». По его словам, к маю 2013 года среднее количество читателей одного номера возросло в полтора раза и достигло наивысшего показателя за всю историю издания (175 тысяч). По оценке обозревателя Lenta.ru Елизаветы Сургановой, журнал под руководством Мунипова хотя и сохранил политическую составляющую, однако «вернулся к более спокойной интонации и сосредоточился на людских историях». Через год Мунипов покинул пост главреда в связи с резким сокращением финансирования.
Работал в «Афиша-Воздух» заместителем главного редактора, с апреля 2014 года после ухода Юрия Сапрыкина стал главным редактором и оставался им до 2015 года. 
С 2015 по 2016 год являлся редакционным директором интернет-проекта Arzamas.